# Filipińscy arcymistrzowie szachowi
Lista filipińskich szachistów, posiadających tytuły arcymistrzów (GM) i arcymistrzyń (WGM), zarówno w grze klasycznej, korespondencyjnej, kompozycji szachowej, jak i w rozwiązywaniu zadań szachowych oraz tytuły arcymistrzów honorowych (HGM), przyznawanych za osiągnięcia w przeszłości. Obejmuje także zawodników, którzy barwy Filipin reprezentowali tylko w pewnym okresie swojego życia.

## Szachy klasyczne

### Arcymistrzowie
| Zawodnicy               | Rok urodzenia | Rok śmierci | Rok nadania | Uwagi                     |
| ----------------------- | ------------- | ----------- | ----------- | ------------------------- |
| Rogelio Antonio         | 1962          |             | 1993        |                           |
| Rosendo Balinas         | 1941          | 1998        | 1976        |                           |
| Oliver Barbosa          | 1986          |             | 2011        |                           |
| Rogelio Barcenilla      | 1972          |             | 2010        |                           |
| Richard Bitoon          | 1975          |             | 2011        |                           |
| John Gomez              | 1986          |             | 2009        |                           |
| Jayson Gonzáles         | 1974          |             | 2008        |                           |
| Darwin Laylo            | 1980          |             | 2007        |                           |
| Nelson Mariano          | 1974          |             | 2004        |                           |
| Mark Paragua            | 1984          |             | 2005        |                           |
| Julio Sadorra           | 1986          |             | 2011        |                           |
| Roland Salvador         | 1982          |             | 2010        |                           |
| Joseph Sanchez          | 1970          |             | 2009        |                           |
| Enrico Sevillano        | 1968          |             | 2012        | obecnie Stany Zjednoczone |
| Wesley So               | 1993          |             | 2008        | obecnie Stany Zjednoczone |
| Eugenio Torre           | 1951          |             | 1974        |                           |
| Buenaventura Villamayor | 1967          |             | 2000        |                           |